# 양키 줄루
《양키 줄루》(Yankee Zulu)는 남아프리카 공화국에서 제작된 그레이 호프메이어 감독의 1994년 코미디 영화이다. 레온 쉬스터 등이 주연으로 출연하였다.

## 출연

### 주연
- 레온 쉬스터

### 조연
- 존 마쉬키자
- 윌슨 던스터
- 테리 트리스

## 기타
- 공동제작: 레온 쉬스터